# Христиан Давид
Христиан Давид (нем. Christian David) (17 февраля 1692 — 3 февраля 1751) — немецкий лютеранский миссионер, автор христианских гимнов. Предпринял путешествие в Гренландию для обращения тамошних эскимосов в христианскую веру.
Родился в Моравии. Изначально воспитывался в католической вере, но под влиянием пиетизма пересмотрел свои убеждения в 1714 году. В 1722 году он помогал чешским братьям, бежавшим от Контрреформации. Стал одним из основоположников движения гернгутеров и сподвижником графа Цинцендорфа. В 1729 году посетил Ригу. В 1733 году посетил Гренландию, где основал поселение Новый Гернгут (Neu-Herrnhut).